# معاهده گوادالوپه هیدالگو
معاهده گوادالوپه هیدالگو (اسپانیایی: Tratado de Guadalupe Hidalgo‎), رسماً تحت عنوان معاهده صلح، دوستی، حدود و توافق بین ایالات متحده و جمهوری مکزیک (انگلیسی: Treaty of Peace, Friendship, Limits and Settlement between the United States of America and the Mexican Republic), معاهده صلحی که در تاریخ ۲ فوریه ۱۸۴۸ در گوادالوپه هیدالگو (اکنون یک محله مکزیکوسیتی) بین ایالات متحده آمریکا و مکزیک امضاء شد که منجر به پایان جنگ آمریکا و مکزیک (۱۸۴۸–۱۸۴۶) شد.